# بوآکه
بوآکه (به لاتین: Bouaké) دومین شهر بزرگ کشور ساحل عاج است که در استان Vallée du Bandama Region واقع شده‌است. بوآکه ۷۱٫۷۸۸ کیلومتر مربع مساحت و ۵۳۶٬۱۸۹ نفر جمعیت دارد و ۳۱۲ متر بالاتر از سطح دریا واقع شده‌است.
این شهر در بخش مرکزی ساحل عاج در حدود ۵۰ کیلومتری (۳۱ مایلی) شمال شرقی دریاچه کوسو، بزرگترین دریاچه این کشور واقع شده‌است. بوآکه حدود ۳۵۰ کیلومتری (۲۲۰ مایل) شمال آبیجان و کنار راه‌آهن آبیجان - نیجر واقع شده‌است. این شهر حدود ۱۰۰ کیلومتر (۶۲ مایل) با یاموسوکرو، پایتخت کشور فاصله دارد و در قسمت شمال شرقی این شهر واقع شده‌است.

## خواهرخوانده
شهرهای رویتلینگن، برشا و وی نو سورلو خواهرخوانده‌های بوآکه هستند.